# Shangri-La (EP)
Pour les articles homonymes, voir Shangri-La.
Albums de VIXX
VIXX 2016 Conception Ker
(2016)
Singles
1. Shangri-La
Sortie : 15 mai 2017

Shangri-La (en coréen : 도원경) est le quatrième mini-album du boys band sud-coréen VIXX. Il est sorti le 15 mai 2017 sous le label Jellyfish Entertainment. Cet album contient un single éponyme.

## Contexte et sortie
Le 23 mars 2017, Jellyfish Entertainment annonce que les membres de VIXX étaient en train de travailler sur leur prochain album, dont la sortie serait prévue pour mai. Le 6 avril, l'agence révèle que pour la célébration des 5 ans du groupe, VIXX fera un concert, sortira cet album et aura une exposition. La célébration sera en fait un festival intitulé "VIXX V FESTIVAL", qui commencera avec leur concert VIXX Live Fantasia Daydream qui se tiendra du 12 au 14 mai où leur chanson comeback sera dévoilée pour la première fois. L'album sortira juste après, puis l'exposition sera installée,.
Le nom et la date de sortie de l'album a été annoncée le 2 mai, sous le nom “Do Won Kyung", et programmé pour le 15 mai,,. Le 4 mai, VIXX sort une série de photos individuelles des membres avec leur fleur de naissance, puis une nouvelle série le 5 mai avec leur pierre de naissance,,.
| Fleur et pierre de naissance de chaque membre | Fleur et pierre de naissance de chaque membre | Fleur et pierre de naissance de chaque membre | Fleur et pierre de naissance de chaque membre |
| Membre                                        | Mois de naissance                             | Fleur                                         | Pierre                                        |
| --------------------------------------------- | --------------------------------------------- | --------------------------------------------- | --------------------------------------------- |
| N                                             | Juin                                          | Chèvrefeuille                                 | Perle                                         |
| Leo                                           | Novembre                                      | Hibiscus                                      | Topaze                                        |
| Ken                                           | Avril                                         | Adonis                                        | Diamant                                       |
| Ravi                                          | Février                                       | Cryptomeria                                   | Améthyste                                     |
| Hongbin                                       | Septembre                                     | Malus pumila                                  | Saphir                                        |
| Hyuk                                          | Juillet                                       | Lavande                                       | Rubis                                         |

Le 5 mai, VIXX sort une vidéo d'une performance concept d'une dance solo exécutée par N sur Naver TV et YouTube,,. Le 7 mai, VIXX révèle la liste des pistes de l'album, qui se compose de cinq chansons, dont une version instrumentale de la chanson-titre “Do Won Kyung”,. Il a également été annoncé que l'album sortirait en deux versions: Birthstone et Birth Flower. Les deux versions comprennent un CD, un photobook de 68 pages, un marque-page, une carte postale et un poster. L'album a aussi un Kihno set qui inclut une carte Kihno, un set de cartes postales, un set de photocards et un poster,.
Shangri-La est sorti en même temps que le vidéoclip de la chanson-titre, le 15 mai 2017,,,,,.

## Promotion
VIXX a commencé à promouvoir Shangri-La avec des performances live dans You Hee-yeol's Sketchbook (KBS2) le 16 mai 2017, puis par des performances lors des émissions suivantes : M! Countdown (Mnet), The Show (SBS MTV), Show Champion (MBC Music), Music Bank (KBS), Show! Music Core (MBC) et Inkigayo (SBS).

## Liste des pistes
※ Le titre en gras est la chanson promotionnelle de l'album. Les crédits sont issus du site web officiel du groupe.
| No | Titre                                                         | Durée |
| -- | ------------------------------------------------------------- | ----- |
| 1. | Shangri-La (도원경/桃源境; Do Won Kyung)                      | 3:22  |
| 2. | Into the Void                                                 | 3:24  |
| 3. | Black Out                                                     | 3:09  |
| 4. | 1, 2, 3, 4, 5 (다가오네; Dagaone) (Traduction: "It's Coming") | 3:48  |
| 5. | To Us (우리에게; Uliege)                                      | 3:43  |
| 6. | Shangri-La (Inst)                                             | 3:22  |

## Récompenses et nominations

### Émissions musicales
| Chanson      | Émission | Date         |
| ------------ | -------- | ------------ |
| "Shangri-La" | The Show | 23 mai 2017, |

## Performance dans les classements
| Classement                             | Meilleure position | Ventes                     |
| -------------------------------------- | ------------------ | -------------------------- |
| Corée du Sud (Gaon Album Chart)        | 2                  | - COR: 88 900 - JPN: 2 370 |
| Japon (Oricon Album Chart)             | 37                 | - COR: 88 900 - JPN: 2 370 |
| Taïwan (Five-Music) Weekly Album Chart | 3                  | - COR: 88 900 - JPN: 2 370 |
| Billboard (US Heatseekers)             | 13                 | - COR: 88 900 - JPN: 2 370 |
| Billboard (US World)                   | 4                  | - COR: 88 900 - JPN: 2 370 |

## Historique de sortie
| Région       | Date        | Format                | Label                              |
| ------------ | ----------- | --------------------- | ---------------------------------- |
| Corée du Sud | 15 mai 2017 | - CD - Téléchargement | - Jellyfish Entertainment - CJ E&M |
| Mondial      | 15 mai 2017 | Téléchargement        | Jellyfish Entertainment            |